# Distritos do Sudão

Mapa dos distritos no Sudão depois da independência do Sudão do Sul

Os estados do Sudão, antes da independência do Sudão do Sul, estavam divididos em 133 distritos. Com a adoção da Constituição Nacional Interina do Sudão e da Constituição Interina do Sudão do Sul, os dez estados do Sudão do Sul passaram a ser divididos em condados.

## Distritos do atual Sudão por estado

### Ilha(Al Jazirah)

Distritos do estado de Ilha

1. Al Kamlin
2. Al Jazira Norte
3. Al Hasaheisa
4. Al Mahagil
5. Al Jazira Sul
6. Al Jazira Este
7. Um Al Gura

### Gadarife

Distritos do estado de Gadarife

1. Al Faw
2. Al Fushqa
3. Gadarife
4. Al Rahd
5. Al Galabat

### Nilo Azul(An-Nil al-azraq)

Distritos do estado de Nilo Azul

1. Ad Damazin
2. Al Roseires
3. Geissan
4. Baw
5. Al Kurumik

### Kassala(Ash Sharqiyah)

Distritos do estado de Kassala

1. Seteet
2. Nahr Atbara
3. Kassala (distrito)
4. Al Gash
5. Hamashkorieb

### Cartum

Distritos do estado de Cartum

1. Cartum
2. Um Badda
3. Ondurmã
4. Karary
5. Cartum do Norte
6. Sharg En Nile
7. Cartum do Sul

### Darfur do Norte

Distritos do estado de Darfur do Norte

1. Mellit
2. Kutum
3. Kabkabiya
4. El-Fasher
5. Um Kadada

### Cordofão do Norte(Shamal Kurdufan)

Distritos do estado do Cordofão do Norte

1. Sowdari
2. Jebrat al Sheikh
3. Sheikan
4. Bara
5. Um Rawaba
6. En Nuhud
7. Ghebeish

### Norte(Ash-Shamaliyah)

Distritos do estado de Norte

1. Uádi Halfa
2. Dongola
3. Merawi
4. Addabah

### Mar Vermelho(Al-Bahr Al-ahmar)
1. Halayeb

Distritos do estado de Mar Vermelho

2. Porto Sudão (sede da capital do estado, Porto Sudão)
3. Sinkat
4. Tokar

### Rio Nilo(Nahr an-Nil)

Distritos do estado de Rio Nilo

1. Abu Hamad
2. Barbar
3. Ad Damir (distrito)
4. Atbara
5. Shendi
6. Al Matammah

### Sennar(Sennar)

Distritos do estado de Sennar

1. Sennar
2. Singa
3. Ad Dinder

### Darfur do Sul(Janub Darfor)

Distritos do estado de Darfur do Sul

1. Kas
2. Edd al Fursan
3. Nyala
4. Shearia
5. Al Deain
6. Adayala
7. Buram
8. Tulus
9. Rehed al Birdi

### Cordofão do Sul(Janub Kurdufan)

Distritos do estado de Cordofão do Sul, antes da incoporação dos distritos de As Salam, Lagawa e Abyei

1. Delling
2. Rashad
3. Abu Jubaiyah
4. Talodi
5. Kaduqli
6. Lagawa
7. As Salam
8. Abyei

### Darfur Ocidental(Gharb Darfor)

Distritos do estado de Darfur Ocidental

1. Kulbus
2. Al-Junaynah
3. Zallingi
4. Jebel Marra
5. Habillah
6. Uádi Sale
7. Mukjar

### Nilo Branco(An-Nil al-abyad)

Distritos do estado de Nilo Branco

1. Ad Douiem
2. Al Gutaina
3. Kosti
4. Al Jabalian

## Antigos distritos do Sudão do Sul por estado
Abaixo os antigos distritos dos dez estados que se transformaram no Sudão do Sul. Atualmente, os estados do Sudão do Sul estão divididos em condados.

### Equatória Central(Al-Istiwāʾiyya al-Wusṭā)

Distritos do estado de Equatória Central

1. Terkaka
2. Juba (Bahr al Jabal)
3. Nahr Yei
4. Kajo Kaii

### Equatória Oriental(Scharq al-Istiwa'iyya)

Distritos do estado de Equatória Oriental

1. Magwi (condado)
2. Amatonge
3. Shokodom
4. Kapoita

### Junqali(Junqali)

Distritos do estado de Junqali

1. Fam al Zaraf
2. Ayod
3. Wat
4. Nahr Atiem
5. Akobo
6. Bor
7. Pibor

### Lagos(Al-Buhairat)

Distritos do estado de Lagos

1. Shobet
2. Rumbek
3. Yerol
4. Aliab

### Bahr al-Ghazal do Norte(Schamal Bahr al-Ghazal)

Distritos do estado de Bahr al-Ghazal do Norte

1. Aryat
2. Uweil
3. Wanjuk
4. Nahr Lol

### Unidade(Al-Wahda)

Distritos do estado de Unidade

1. Al Mayom
2. Rabkona
3. Faring
4. Al Leiri

### Alto Nilo(A'li an-Nil)

Distritos do estado de Alto Nilo

1. Tonga
2. Fashoda
3. Malut
4. Al Renk
5. Al Mabien
6. Mayot
7. Sobat
8. Baleit

### Warab(Warab)

Distritos do estado de Warab

1. Malek
2. Gogrial
3. Warab
4. Tonj

### Bahr al Ghazal Ocidental(Gharb Bahr al-Ghazal)

Distritos do estado de Bahr al Ghazal Ocidental

1. Raja
2. Waw
3. Nahr Jur

### Equatória Ocidental(Gharb al-Istiwa'iyya)

Distritos do estado de Equatória Ocidental

1. Tombura
2. Yambio
3. Meridi
4. Mundri

## História

Distritos do antigo estado de Cordofão Ocidental

Em 16 de agosto de 2005, o estado do Cordofão Ocidental (Gharb Kurdufan) foi extinto. A parte norte, composta dos distritos En Nuhud (1) e Ghebeish (2), foi incorporada ao estado do Cordofão do Norte e a parte sul, composta dos distritos As Salam (3), Lagawa (4) e Abyei (5), foi incorporada ao Cordofão do Sul.
1. En Nuhud
2. Ghebeish
3. As Salam
4. Lagawa
5. Abyei